# Elasmus cyaneicoxa
Elasmus cyaneicoxa is een vliesvleugelig insect uit de familie Eulophidae. De wetenschappelijke naam is voor het eerst geldig gepubliceerd in 1912 door Girault.